# Льєндуп Дорджі (футболіст)
Льєндуп Дорджі (англ. Lhendup Dorji; нар. 5 грудня 1994, Паро, Бутан) — бутанський футболіст, півзахисник клубу другого дивізіону І-Ліги «Лонестар Кашмір» та національної збірної Бутану.

## Клубні кар'єри
Футболом розпочав займатися в 14-річному віці в «Уг'єн Академі». У 2013 році разом з командою виграв Національну ліга Бутану. Півзахисник також був частиною команди «Уг'єн Академі», яка виступала у Кубку президента АФК 2014 року. 
Продовжував представляти країну як національна команда U-19 та грав з футбольними грандами країн Близького Сходу, такими як Катар, Кувейт та Бахрейн.
Льєндуп Дорджі став одним із найдосвідчених гравців, які ФК «Паро» підписав у своєму дебютному сезоні національної ліги та фінішував другим, поступившись одним очком «Транспорт Юнайтед» у 2018 році. Друге місце в чемпіонаті 2018 року футбольного клубу «Паро», став його другою срібною нагородою у вищому дивізіоні чемпіонату країни. Вище вказане досягнення Льєндуп повторив у чемпіонаті з ФК «Тхімпху».
Також грав у внутрішніх змаганнях за «Ходен», «Друк Старз», «Тхімпху», «Паро Юнайтед», «Гайх Кваліті Юнайтед» та «Паро».

### «Лонестар Кашмір»
Після своїх виступів як у Бутані, так і в континентальному футболі, у 2019 році Льєндуп Дорджі здійснив свій перехід до Другого дивізіону I-Ліги «Лонестар Кашмір».

## Кар'єра в збірній
Дебютував у національній збірній Бутану в 2015 році в їх історичному матчі кваліфікації чемпіонату світу проти Шрі-Ланки. Зіграв у низці матчів другого кваліфікаційного раунду та в чемпіонаті Південно-Східної Азії 2015 року. Окрім цього грав у чемпіонаті Південно-Східної Азії U-19 у Катарі та чемпіонаті Південно-Східної Азії U-23 у Гавахаті, Індія.

## Статистика виступів

### Клубна
Станом на 1 лютого 2019
| Клуб              | Сезон             | Ліга                   | Ліга  | Ліга | Кубок ліги | Кубок ліги | Національний кубок | Національний кубок | Континентальні | Континентальні | Загалом | Загалом |
| Клуб              | Сезон             | Дивізіон               | Матчі | Голи | Матчі      | Голи       | Матчі              | Голи               | Матчі          | Голи           | Матчі   | Голи    |
| ----------------- | ----------------- | ---------------------- | ----- | ---- | ---------- | ---------- | ------------------ | ------------------ | -------------- | -------------- | ------- | ------- |
| «Лонестар Кашмір» | 2018–19           | Другий дивізіон І-Ліги | 6     | 0    | —          | —          | 0                  | 0                  | —              | —              | 6       | 0       |
| Усього за кар'єру | Усього за кар'єру | Усього за кар'єру      | 6     | 0    | 0          | 0          | 0                  | 0                  | 0              | 0              | 6       | 0       |

## Досягнення

### Клубні
«Уг'єн Академі»
- Національна ліга Бутану
  -  Чемпіон (1): 2013